# Greg Bear
Greg Bear   (San Diego, 20 d'agost de 1951 - 19 de novembre de 2022) va ser considerat un escriptor de Ciència-ficció Hard, però va estar també periodista, dibuixant de revistes de ciència-ficció llibreter i assessor tècnic de diverses sèries de televisió. Va ser consultor de diverses companyies importants, incloent Microsoft per a la primera versió de la Xbox.
Nascut a 1951, Gregory Dale Bear va començar molt d'hora a escriure, Destroyers la seva primera novel·la, va ser publicada en 1967 en una revista. En 1968, va tornar a Califòrnia a la Universitat de San Diego, on es va graduar en 1973.
El 1975, es va casar amb Christina M. Nielson, es van divorciar el 1981. El 1983, es va casar amb Astrid Anderson, la filla de l'autor de ciència-ficció Poul Anderson. Va tenir dos fills, Erik i Alexandra. Viuen prop de Seattle, Washington.
Amb la seva dona, va editar el fòrum de Ciència-ficció i Fantasia d'Escriptors dels Estats Units durant dos anys. També va ser president de l'associació de 1988 a 1990. Participa en el Citizens National Advisory Council sobre la política espacial amb Jerry Pournelle, James Ransom i Larry Niven. Amb els escriptors David Brin i Gregory Benford, va continuar amb la mítica sèrie de la Fundació d'Isaac Asimov.
Doris Lessing, guanyadora del Premi Nobel de literatura en 2007, va escriure: "També admiro l'estil clàssic de la ciència-ficció, com Blood Music, per Greg Bear. És un gran escriptor."

## Obra
Les seves obres es poden trobar traduïdes al francès i al castellà. La majoria dels treballs de Bear es classifiquen a la ciència-ficció (i com un escriptor de ciència-dur). No obstant això, dos dels seus treballs The Infinity Concerto i The Serpent Mage (els quals van ser publicats junts sota el nom de Songs of Earth and Power) són clarament fantasia. Psychlone, per la seva banda, és una novel·la de terror. Va treballar per a sèries d'altres autors com The Foundation Series, Man-Kzin Wars, Halo, Star Trek i Star Wars

### Novel·les
- Darwin's Radio (1999) guanyador del Nebula Award. Nominat als Hugo, Locus SF i John W. Campbell Memorial l'any 2000.[2]
- Darwin's Children (2003) Nominat als Locus SF, Arthur C. Clarke Award i John W. Campbell Memorial l'any 2004.[3]
- The Forge of God (1987) Nominat als Hugo, Locus SF l'any 1988.[4] Nebula Award nominee, 1986[5]
- Anvil of Stars (1992)
- The Infinity Concerto (1984) nominat al Locus Fantasy Award, 1985[6]
- The Serpent Mage (1986)
- Songs of Earth and Power (1994 – combina The Infinity Concerto i The Serpent Mage)

Novel·les per la seva cronologia interna:
- Quantico (2005)
- Mariposa (2009)
- Queen of Angels (1990) Nominat als Hugo, Locus SF i John W. Campbell Memorial l'any 1991[8]
- / (conegut com a Slant; 1997) nominat al John W. Campbell Memorial el 1998[9]
- Heads (1990)
- Moving Mars (1993) guanyador del Nebula Award. Nominat als Hugo, Locus SF i John W. Campbell Memorial l'any 1994.[10]
- Eon (1985) Nominat al Arthur C. Clarke Award 1987[11]
- Eternity (1988)
- Legacy (1995) Nominat al Locus SF, 1996[12]
- The Way of All Ghosts (1999)
- Hegira (1979)
- Psychlone (1979)
- Beyond Heaven's River (1980)
- Strength of Stones (1981)
- Blood Music (1985) nominat als Hugo i John W. Campbell Memorialal any 1986;[5] al British Science Fiction Award, 1986;[5] i al Nebula Award, 1985[6]
- Sleepside Story (1988)
- New Legends (1995)
- Dinosaur Summer (1998) (guanyador el 1999 del premi Endeavour)
- Country of the Mind (juny del 1998)
- Vitals (2002) nominat al John W. Campbell Memorial, 2003[13]
- Dead Lines (2004)
- City at the End of Time (Gollancz edició publicada el 17/7/2008;[14] Del Rey Books edition August, 2008)[15] (Locus SF i John W. Campbell Memorial, 2009)[16]
- Hull Zero Three (2010)
- The Mongoliad (2010)[17]
- The Wind from a Burning Woman (1983, vt The Venging 1992)
- Early Harvest (1988)
- Tangents (1989)
- Bear's Fantasies (1992)
- The Collected Stories of Greg Bear (2002)
- W3 Women in deep time (2003)
- Sleepside: The Collected Fantasies (novembre 2005)

#### Col·laboracions en series d'altres autors
- Foundation and Chaos (1998) (Second Foundation series: book 2)
- The Man Who Would Be Kzin (with S.M. Stirling) (1991)
- Cryptum (2011) (Forerunner trilogy: book 1)
- Primordium (2012) (Forerunner trilogy: book 2)
- Silentium (2013) (Forerunner trilogy: book 3)[18]

Star Trek: The Original Series: Corona (1984)
- Star Wars: Rogue Planet (2000)

## Altres Premis
Abans de ser ampliada a novel·la Blood Music va ser publicada a Analog com novel·la curta. Guanya el "Best Novelette Nebula Award (1983) and Hugo Award (1984)". Darwin's Radio guanya el Endeavor Award in 2000. Hayakawa Award "Heads" Best Foreign Short Story (1996).